# オービー・トライス
オービー・トライス（Obie Trice、本名: Obie Trice III、1977年11月14日 - ）は アメリカ合衆国ミシガン州デトロイト出身のラッパー、ソングライター。
11歳でラップをはじめ、"Respect", "My Club", "Dope Jobs Homeless", "The Well Known Asshole" などといった楽曲でアンダーグラウンドの人気を博した後、2000年から2008年までシェイディ・レコードと契約していた。エミネムが主催するヒップホップユニットD12のメンバーであった。2006年1月1日未明に高速道路上で、何者かに狙撃され軽傷を負っている。

## ディスコグラフィ
スタジオ・アルバム
- 2003: Cheers
- 2006: Second Round's on Me
- 2012: Bottoms Up
- 2014: The Hangover
- 2019: The Fifth